# Zbójecka Góra (powiat lęborski)
Zbójecka Góra – wzniesienie o wysokości 81,6 m n.p.m. na Pojezierzu Kaszubskim i położone w woj. pomorskim, w powiecie lęborskim, na obszarze gminy Nowa Wieś Lęborska.
Ok. 3,5 km na północny wschód leży miasto Lębork.
Nazwę Zbójecka Góra wprowadzono urzędowo w 1949 roku, zastępując poprzednią niemiecką nazwę Rauber Berg.

Funkcjonuje też nieoficjalna nazwa tego wzniesienia "Góra Harcerza".